# کریستینا پرونژنکو
کریستینا پرونژنکو (انگلیسی: Kristina Pronzhenko؛ زادهٔ ۱۰ دسامبر ۱۹۸۸) ورزشکار دو و میدانی اهل تاجیکستان است.